# John Mundy
John Mundy (auch: Munday) (geboren um 1555; gestorben 1630 in Windsor) war ein englischer Organist und Komponist. Er war der Sohn des Kirchenmusikers und Komponisten William Mundy (um 1529 bis um 1591).

## Leben
John Mundy war Organist am Eton College, 1585 an der St George’s Chapel in Windsor Castle. Er erwarb 1586 den Grad eines Bachelor of Music und promovierte 1624 zum Doktor der Musik. Er schrieb Vokalmusik (z. B. Songs and Psalmes, 1594) und Instrumentalmusik, insbesondere für das Virginal.
In der von Thomas Morley zusammengestellten Sammlung englischer Madrigale The Triumphs of Oriana ist sein Lightly she whipped o'er the dales (Behende flog sie über die Täler) enthalten.
Fünf seiner Tastenkompositionen sind im Fitzwilliam Virginal Book überliefert: zwei Fantasien – darunter die als frühes Beispiel der Gattung Programm-Musik bekannte Fantasia. Faire Wether –, das Charakterstück Munday’s Joy, sowie zwei Variationswerke über die seinerzeit populären Melodien Robin und Goe from my window; das letztere erscheint in derselben Quelle, mit wenigen Änderungen, allerdings zweimal und wird dabei auch Thomas Morley zugeschrieben.